# آنا اولسون (كاتبة)
آنا اولسون (بالإنجليزية: Anna Olsson)‏ هي كاتبة للأطفال وكاتِبة أمريكية، ولدت في 19 أغسطس 1866 في فارملاند في السويد، وتوفيت في 15 فبراير 1946 في روك أيلاند في الولايات المتحدة.